# Nonsard-Lamarche
Nonsard-Lamarche är en kommun i departementet Meuse i regionen Grand Est (tidigare regionen Lorraine) i nordöstra Frankrike. Kommunen ligger i kantonen Vigneulles-lès-Hattonchâtel som tillhör arrondissementet Commercy. År 2022 hade Nonsard-Lamarche 225 invånare.

## Befolkningsutveckling
Antalet invånare i kommunen Nonsard-Lamarche
| Referens: INSEE |